# 산포

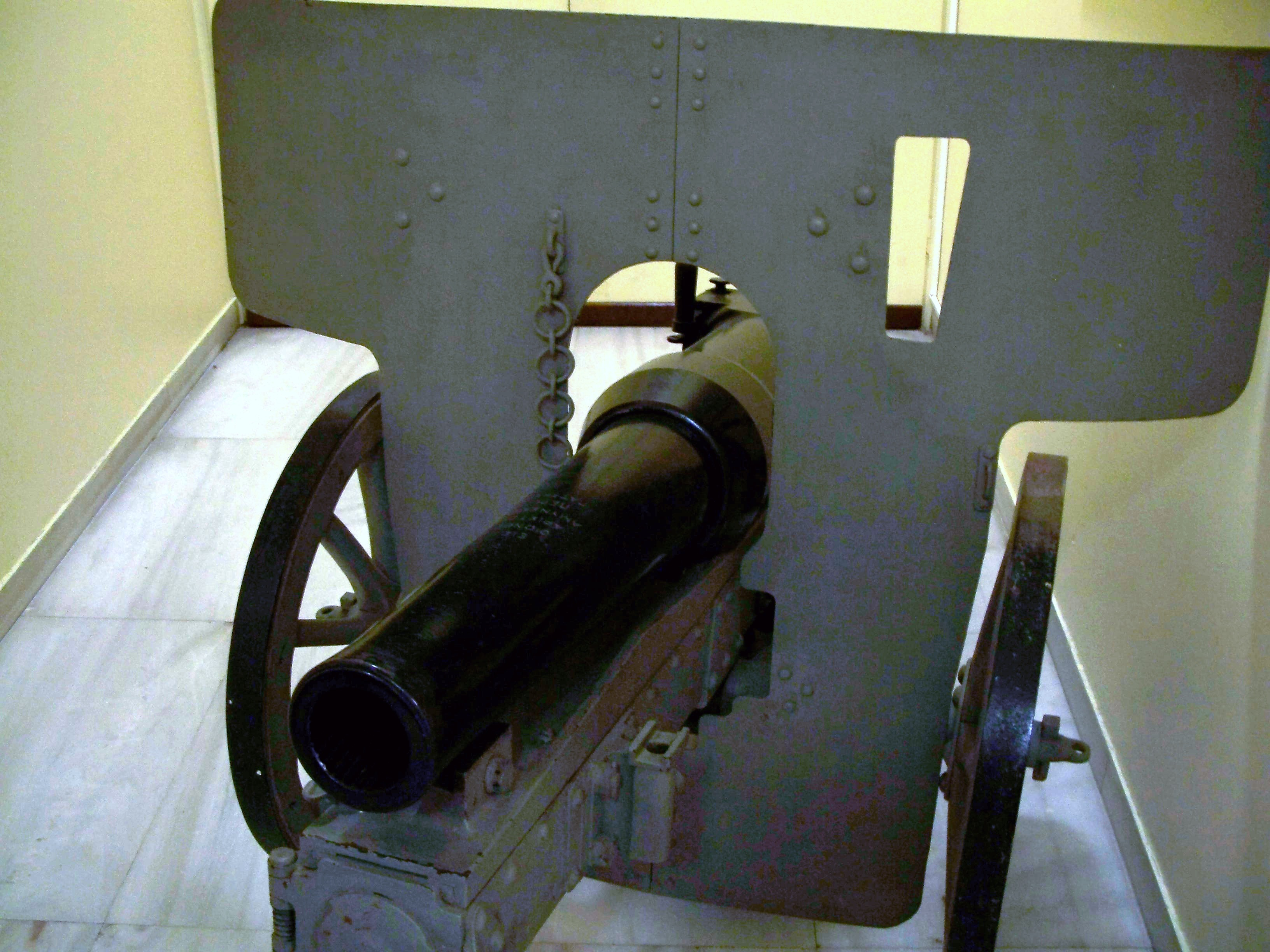
1891년 만들어진 산포.

산포(山砲, Mountain artillery)는 산악전을 비롯해 바퀴 수송이 불가능한 환경에서의 사용을 염두에 두고 만든 대포이다. 대개 쉽게 분해가 가능하여 대포를 분해해서 각 부품을 장병이 운반하는 것을 상정한다.
산포는 상당한 구식 무기체계로, 오늘날 그 역할은 박격포, 방사포, 무반동총 등에 의해 완전히 대체되었다. 현대의 대포는 대부분 경량 소재로 만들어지기 때문에 분해하지 않은 상태로도 헬리콥터 따위로 운반할 수 있다.